# Gmina Nałęczów
Die Gmina Nałęczów [naˈwɛnt͡ʂuf] ist eine Stadt-und-Landgemeinde im Powiat Puławski der Woiwodschaft Lublin in Polen. Ihr Sitz befindet sich in der gleichnamigen Stadt mit etwa 3750  Einwohnern.

## Gliederung
Zur Stadt-und-Landgemeinde (gmina miejsko-wiejska) gehören neben der Stadt Nałęczów folgende Ortschaften:
Antopol
Bochotnica-Kolonia
Bronice
Bronice-Kolonia
Chruszczów-Kolonia
Cynków
Czesławice
Drzewce
Drzewce-Kolonia
Ludwinów
Paulinów
Piotrowice
Sadurki
Strzelce

## Verkehr
Nałęczów wurde 1877 an das russische Schienennetz der Weichselbahn (Strecke Kowel–Mława) angebunden. Der Bahnhof Sadurki war die erste Bahnstation des Kurorts. Seit 1926 befindet sich diese bei Drzewce. Czesławice ist der dritte Bahnhof der Gemeinde an der Strecke Warschau–Lublin.